# 第39装甲旅団 (ドイツ連邦陸軍)
第39装甲旅団「テューリンゲン」（だい39そうこうりょだん、ドイツ語：Panzerbrigade 39, "Thüringen"）は、ドイツ連邦陸軍の旅団の一つ。司令部をテューリンゲン州エアフルトに置き2001年に解散する。旅団の部隊は第13装甲擲弾兵師団の隷下にあってテューリンゲン州およびヘッセン州に駐屯し、後に第5装甲師団に所属変更される。

## 歴史
1990年にドイツ民主共和国国家人民軍(東ドイツ軍)の解体・統合が始まり、1991年1月1日までに国家人民軍地上軍(陸軍)第4自動車化狙撃兵師団を母体に再編成が行われ、第39郷土防衛旅団が新編される。国家人民軍部隊を再編し次の部隊が新編される。
- 第391装甲擲弾兵大隊
- 第392装甲擲弾兵大隊
- 第393戦車大隊
- 第394戦車大隊
- 第390駆逐戦車中隊

これらの部隊はバート・ザルツンゲンのヴェラタール兵舎に配備された。他には第395装甲砲兵大隊と新編された第390装甲工兵中隊がエアフルトに移駐される。1991年に旅団の愛称として「テューリンゲン」が与えられた。また早くも1991年6月にレオパルト2戦車とM109 155mm自走榴弾砲が旅団隷下部隊に供給された。1995年に郷土防衛旅団から第39装甲旅団に改称され、第7防衛管区司令部 / 第13装甲擲弾兵師団の隷下に置かれた。1996年には第7防衛管区司令部 / 第13装甲擲弾兵師団の改編がなされ、第39装甲旅団は第4防衛管区司令部 / 第5装甲師団の隷下部隊として所属変更される。同じ1996年には第52装甲擲弾兵大隊（ローテンブルク・アン・デア・フルダ）と第2装甲砲兵大隊（ヘシッシュ＝リヒテナウ）を旅団隷下に置く。第395装甲砲兵大隊は第2装甲擲弾兵大隊をもとに新編された。1996年に第392装甲擲弾兵大隊と第394戦車大隊は解隊する。1997年に整備部隊が第390野戦整備中隊として再編成される。2001年に第393戦車大隊と第390装甲工兵中隊が第37猟兵旅団に配転される。第52装甲擲弾兵大隊と第2装甲砲兵大隊は第14装甲旅団に配転された。これらの後2001年に旅団は解隊される。
旅団の一部部隊は1998年にボスニア・ヘルツェゴビナと1999年から2000年までコソボに派遣されていた。

## 歴代旅団長
| 代 | 氏名                                                           | 着任          | 離任          |
| -- | -------------------------------------------------------------- | ------------- | ------------- |
| 1  | ベルント・アルベルト陸軍准将 Bernd Albert                      | 1990年10月3日 | 1991年3月21日 |
| 2  | ノルベルト・ファン・ハイスト陸軍准将 de:Norbert van Heyst      | 1991年3月22日 | 1993年4月29日 |
| 3  | ハンス＝クリスチャン・ベック陸軍准将 Hans-Christian Beck       | 1993年4月30日 | 1994年9月13日 |
| 4  | ヴォルフガング・シュナイダーハン陸軍准将 Wolfgang Schneiderhan | 1994年9月14日 | 1997年9月4日  |
| 5  | ギュンター・ヴァイラー陸軍准将 de:Günter Weiler                | 1997年9月5日  | 2001年9月30日 |